# Donald Adamson

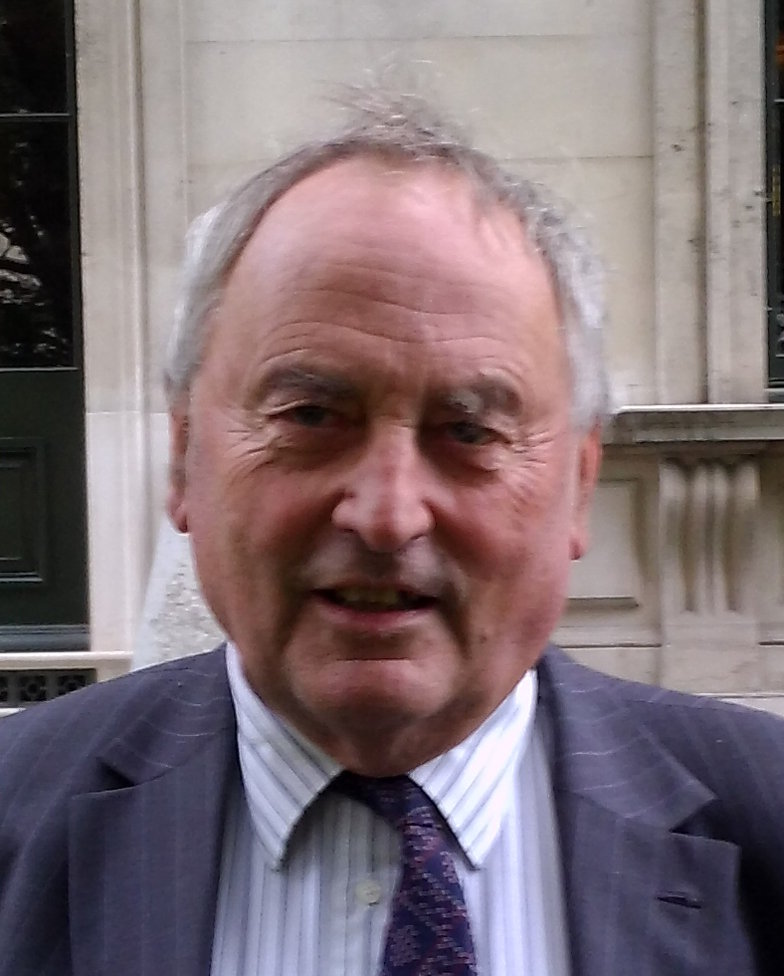
Donald Adamson (2014)

Donald Adamson (* 30. März 1939 in Culcheth, Lancashire; † 18. Januar 2024 in Polperro, Cornwall) war ein britischer Historiker, Kritiker und Übersetzer französischer Literatur (Honoré de Balzac, Guy de Maupassant).

## Biografie
Geboren als Sohn eines Landwirts, erhielt Adamson 1959 den Grad eines Bachelor of Arts am Magdalen College der Universität Oxford und von 1959 bis 1960 das Zaharoff-Stipendium. 1971 erhielt Adamson den Grad Doctor of Philosophy der Universität Oxford für eine bei Jean Seznec am All Souls’ College verfasste Doktorarbeit mit dem Titel Balzac and the Visual Arts.
Von 1969 bis 1989 lehrte er am Goldsmiths’ College der Universität London, ehe er 1989 zum Gastdozenten am Wolfson College der Universität Cambridge ernannt wurde. Er war auch Fellow der Royal Society of Literature (FRSL), der Society of Antiquaries of London (FSA) und der Royal Historical Society (FRHistS).
Politisch engagierte er sich für die Förderung von Museen, Gemäldegalerien und Bibliotheken des Vereinigten Königreichs und setzte sich erfolgreich für die Schaffung des National Heritage Memorial Fund ein. Er war verheiratet und hatte zwei Kinder.
2012/13 war er Zunftmeister der Londoner Curriers' Company.

## Schriften (Auswahl)
Adamson veröffentlichte Untersuchungen über Pascal, Oskar Kokoschka und die Französische Romantik: 
Monographien
- The Genesis of „Le Cousin Pons“, Oxford 1966.
- Blaise Pascal: Mathematician, Physicist, and Thinker about God. London und New York 1995.[5]
- Les Romantiques français devant la peinture espagnole. London 1989.

Aufsätze
- „Oskar Kokoschka at Polperro“, in The Cornish Banner, November 2009, S. 19–33.
- „Pascal’s Views on Mathematics and the Divine“, in Mathematics and the Divine: A Historical Study, Amsterdam 2005, S. 405–421.

## Auszeichnungen

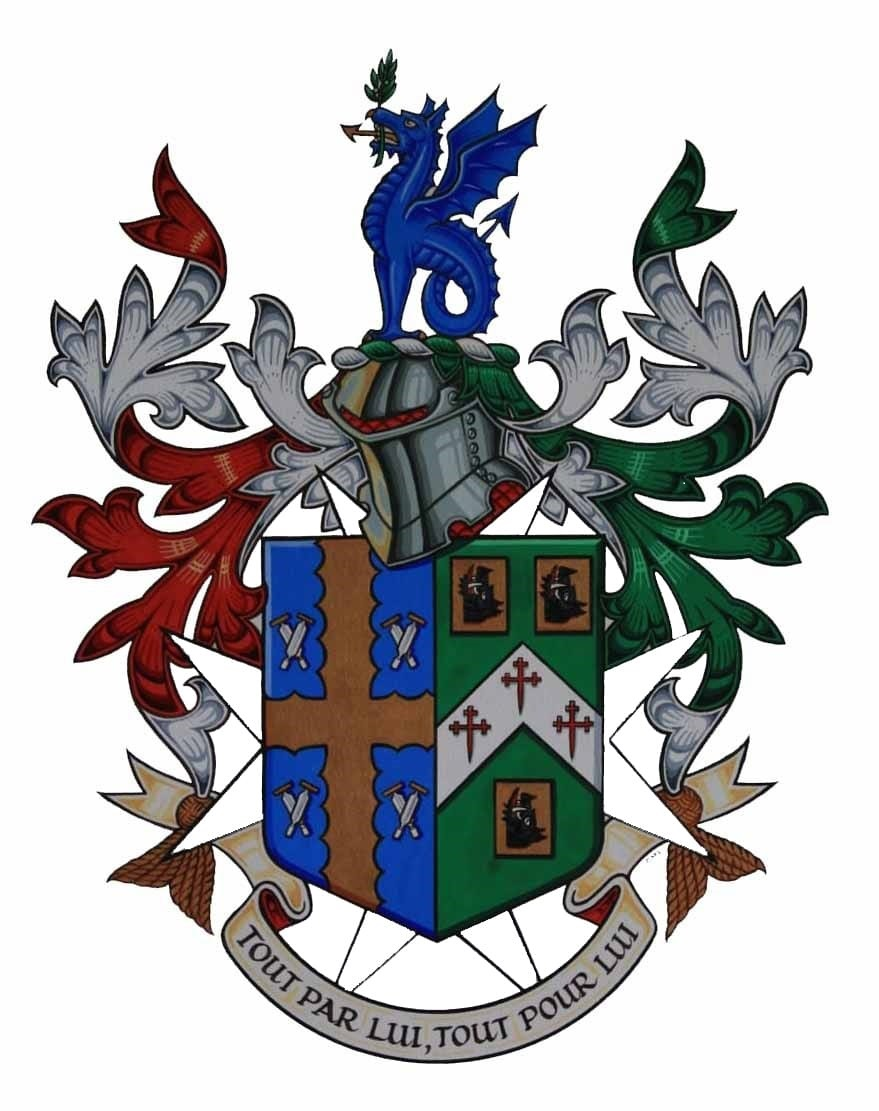
Adamsons Zunftmeisterwappen

- Knight of Justice des britischen Order of Saint John
- Offizier des französischen Ordre des Arts et des Lettres
- Ritter des französischen Ordre des Palmes Académiques
- Verdienstkreuz des Malteser-Ritterordens „pro Merito Melitensi“
  - Justice of the Peace (City of London)[6]